# Pulau Musala
Pulau Musala är en ö i Indonesien.   Den ligger i provinsen Sumatera Utara, i den västra delen av landet, 1 300 km nordväst om huvudstaden Jakarta. Arean är 77 kvadratkilometer.
Terrängen på Pulau Musala är lite kuperad. Öns högsta punkt är 520 meter över havet. Den sträcker sig 10,0 kilometer i nord-sydlig riktning, och 18,8 kilometer i öst-västlig riktning.